# Ota Fukárek
Ota Fukarek, né le 18 janvier 1977 à Jablonec, est un ancien joueur de tennis professionnel tchèque.
Il a obtenu ses meilleurs résultats en double.

## Palmarès

### Finale en double (1)
| No | Date       | Nom et lieu du tournoi | Catégorie   | Dotation  | Surface    | Vainqueurs                   | Partenaire    | Score         |          |
| -- | ---------- | ---------------------- | ----------- | --------- | ---------- | ---------------------------- | ------------- | ------------- | -------- |
| 1  | 31-12-2001 | Tata Open Chennai      | Int' Series | 375 000 $ | Dur (ext.) | Mahesh Bhupathi Leander Paes | Tomáš Cibulec | 5-7, 6-2, 7-5 | Parcours |